# صنوة (العدين)

تعديل مصدري - تعديل

صنوة محلة تابعة لقرية مروه السفلى، التابعة لعزلة بلاد المليكي بمديرية العدين إحدى مديريات محافظة إب في الجمهورية اليمنية.، بلغ تعداد سكانها 89 حسب تعداد اليمن لعام 2004.